# 파이어 (포켓몬)
| 번호: 146 | 타입: 불꽃/ 비행 | 진화하지 않음 |

《파이어》(ファイヤー 화이야[*], 영어: Moltres)는 포켓몬스터 시리즈에 등장하는 가공의 캐릭터(몬스터)이다.

## 게임에서의 파이어
《포켓몬스터 적·녹·청·피카츄》에는 챔피언 로드에 서식한다.
《포켓몬스터 파이어 레드·리프 그린》에서는 7개의 섬의 1의 섬에서 서식한다.
《포켓몬스터 하트골드·소울실버》에서는 은빛산에 서식한다.
《포켓몬스터Pt 기라티나》에서는 전국도감을 얻은 후, 팔파크에서 오박사를 만나고 영원시티에 있는 오박사의 집에가서 오박사에게 말을 걸면, 프리져, 썬더, 파이어가 도로를 돌아다닌다. 
《대난투 스매시브라더스》에서는 실프 컴퍼니의 스테이지 배경으로 등장한다.
《대난투 스매시브라더스 DX》,《대난투 스매시브라더스 X》에서는 몬스터 볼에서 낮은 확률로 출현한다.
《포켓몬스터 레츠고! 피카츄·레츠고! 이브이》에서는 챔피언로드 동굴에서 출현한다.
《포켓몬스터 소드·실드》에서는 2번째 DLC인 왕관의 설원에서 악, 비행 타입의 리전폼 모습으로 출현하여 갑옷섬에서 포획이 가능해졌다. 원종은 다이맥스 어드벤처에서 잡을 수 있다.

## 애니메이션에서의 파이어
관동 지방의 포켓몬 리그의 성화는 파이어의 날개의 불길로 이루어져 있다.
《포켓몬스터 디 오리진》4화에서 등장. 챔피언로드에서 레드의 리자몽과 회오리불꽃 대결 이후 그대로 포획된다.
《포켓몬스터W》68 화에서 지우, 고우, 바람과 함께 레이드배틀을  한다.  싸우는 도중에 도주했다.

## 그 외에서의 파이어
- 극장판 《루기아의 탄생》에서는 최초로 썬더와 싸우는 포켓몬이다.

## 같이 보기
- 포켓몬스터
- 포켓몬의 목록